# さらばロンリー・レイン
「さらばロンリーレイン」 (Rain Is Falling) は、エレクトリック・ライト・オーケストラが1986年に発表した楽曲。アルバム「タイム」のB面一曲目。

## 概要
アメリカでシングルカットされたが、ヒットはしなかった。ジェフが得意とする雨をテーマにしたバラードナンバーで、曲中に雷のSEが挿入されている。
歌詞は、タイムスリップして未来へやってきた男が、雨の降った日に窓から外を眺めている場面である。自分がかつて居た過去の時代と照らし合わせながら、過去の時代とそこへ置いてきた恋人に想いを馳せている。
| 「 | 時の流れを弄ろうとする科学者達に向けた曲。でも曲自体はとても良い出来だ。 (ジェフ・リン) | 」 |

## その他
- アルバムバージョンは次曲の「エンド・オブ・ザ・ワールド」と、短いストリングスソロによって連結されている。
- 曲中には雨に関する童歌の「Rain Rain Go Away」と「It's Raining, It's Pouring」が挿入されている。ベヴ・ベヴァン曰く、「童心に帰ったような、無邪気な夢のような、不思議な気持ちにしてくれる。」